# Jonathan Mostow
Jonathan Mostow (nascido em 28 de novembro de 1961) é um diretor, roteirista e produtor de cinema norte-americano. Ele dirigiu filmes como Breakdown (1997), U-571 (2000), O Exterminador do Futuro 3: A Rebelião das Máquinas (2003) e Substitutos (2009).

## Primeiros anos
Mostow nasceu em Woodbridge, no estado de Connecticut. Seu pai, George Daniel Mostow, era matemático, e sua mãe é assistente social. Formou-se na Universidade Harvard. Ele também treinou na American Repertory Company e no Instituto Lee Strasberg. Cresceu em um lar judaico conservador.

## Carreira
Em 1989, Mostow dirigiu a comédia de terror Beverly Hills Bodysnatchers, lançada diretamente em vídeo.
Em 1991 dirigiu o filme de ação Flight of Black Angel‎.
Mostow esteve inicialmente ligado à direção de The Game (1997), com Kyle MacLachlan e Bridget Fonda nos papéis principais. No entanto, acabou como produtor executivo após a entrada de David Fincher na direção.
Em 1997, dirigiu o thriller Breakdown, estrelado por Kurt Russell. Por essa época, assinou contrato com a Universal Pictures. Mostow e Lieberman também firmaram um acordo televisivo com a Studios USA.
Em 2000, dirigiu o filme de guerra U-571, ambientado na Segunda Guerra Mundial. O elenco incluiu Matthew McConaughey, Bill Paxton, Harvey Keitel, TC Carson e Jon Bon Jovi. O filme liderou as bilheteiras norte-americanas.
Em 2003, dirigiu O Exterminador do Futuro 3: A Rebelião das Máquinas, terceiro filme da franquia Exterminador do Futuro, estrelado por Arnold Schwarzenegger.
Mostow também coescreveu a série em quadrinhos The Megas com John Harrison, ilustrada por Peter Rubin e publicada pela Virgin Comics em 2008.
Em 2009, voltou à direção com o filme Substitutos, baseado na série em quadrinhos The Surrogates, estrelado por Bruce Willis.
Em 2017, dirigiu o thriller de ação The Hunter's Prayer, estrelado por Sam Worthington.

## Vida pessoal
Em 7 de outubro de 2018, Mostow casou-se com a escritora Laurie Sandell. O casal se conheceu pelo site JDate em 2014.